# Zitterwald

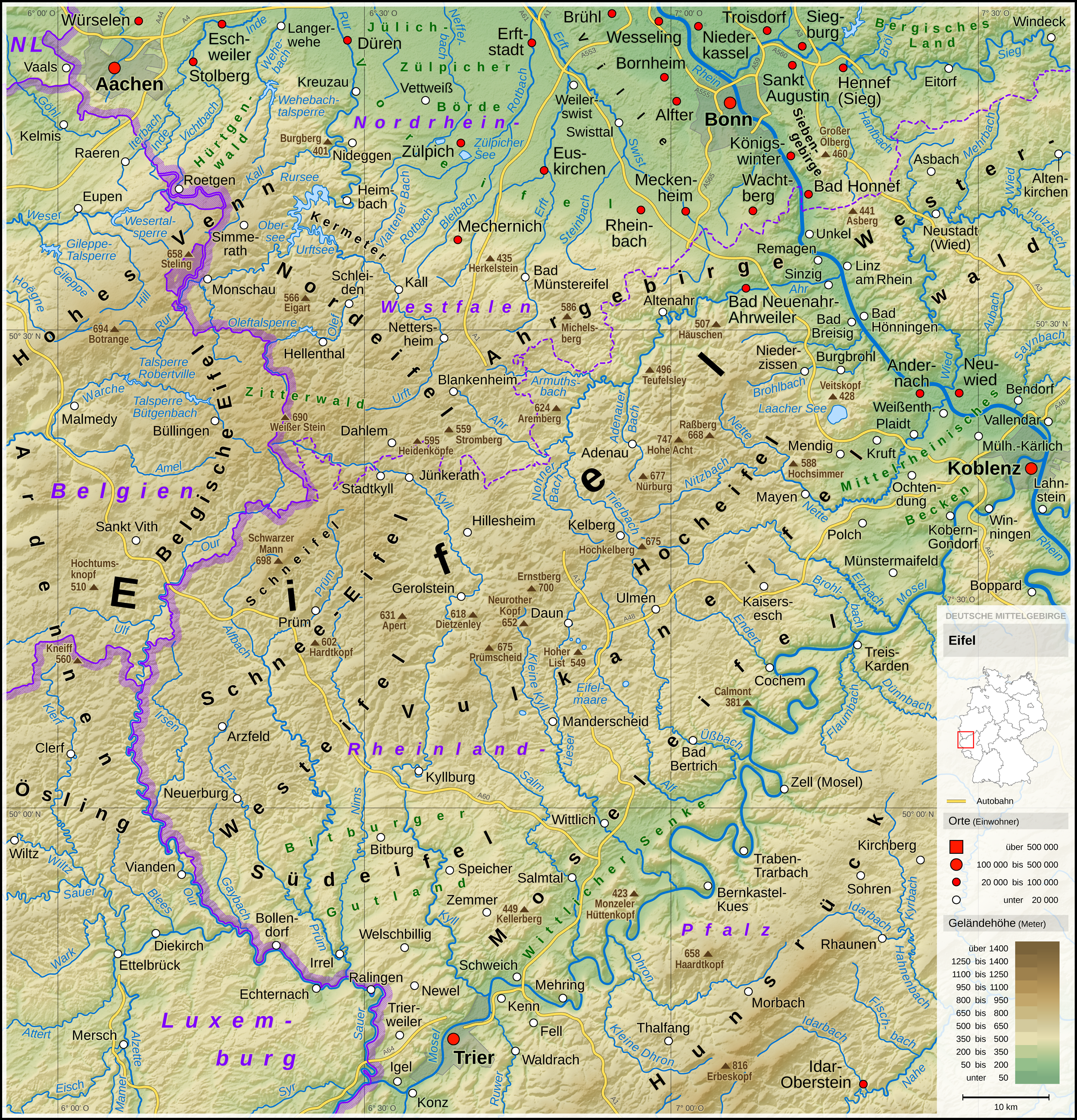
Eifel, u. a. mit Zitterwald (mittig links an deutsch-belgischer Grenze)

Der Zitterwald ist eine Eifellandschaft im deutsch-belgischen Grenzgebiet zwischen dem Kreis Euskirchen (Nordrhein-Westfalen) und der Provinz Lüttich (Region Wallonien). 
Der Zitterwald liegt in der Nordeifel zwischen Hellenthal (Norden), Dahlem (Osten) und dessen Gemeindeteil Kronenburg (Süden) sowie der belgischen Gemeinde Büllingen (Westen). Der Zitterwald ist Bestandteil des Naturparks Hohes Venn-Eifel. Im Norden grenzt der Nationalpark Eifel an den Zitterwald, südlich bildet die Kyll die Grenze zur Schnee-Eifel.
Auf der dünn besiedelten und überwiegend bewaldeten, über 500 m ü. NHN  hoch gelegenen Hochfläche des Zitterwalds liegen die Quellgebiete von Olef, Urft und Kyll. Seine höchste Erhebung befindet sich am Weißen Stein (690 m ü. NHN; mit Skigebiet) südwestlich von Udenbreth; zu den weiteren Erhebungen des Zitterwalds gehören das Bärbelkreuz (662,8 m), die Hühnerhöhe (659,9 m) und der Kamberg (637,8 m). Die Hellenthaler Ortschaften und Siedlungen – wie Giescheid, Miescheid, Neuhaus, Ramscheid und Udenbreth – im nördlichen Teil des Zitterwalds gehören zu den höchstgelegenen Kirchdörfern des Rheinlandes. 
Der Zitterwald ist eines der deutschen Verbreitungsgebiete der Europäischen Wildkatze.
Im Zitterwald steht der Sendeturm Eifel-Bärbelkreuz. 